# Worcester (Schiff, 1922)
HMS Worcester (D96) war ein Zerstörer der modifizierten W-Klasse der britischen Royal Navy und wurde bei J. Samuel White & Co. in Cowes erbaut; die Fertigstellung erfolgte aber bis zum September 1922 beim Portsmouth Navy Yard. Der Zerstörer war dann bei der Atlantic Fleet und der Mittelmeerflotte im Einsatz.

1939 wieder aktiviert wurde die Worcester meist in den Heimatgewässern eingesetzt. Im Februar 1942 gehörte sie zu den sechs Zerstörern, die versuchten, den Kanaldurchbruch der schweren deutschen Einheiten (Unternehmen Cerberus) zu verhindern und wurde dabei schwer beschädigt. Nach der Instandsetzung erlitt der Zerstörer am 23. Dezember 1943 in der Nordsee einen Minentreffer. Da eine erneute Instandsetzung nicht mehr sinnvoll erschien, wurde die Worcester 1945/46 unter dem Namen Yeoman nur noch als Wohnschiff genutzt und dann abgebrochen.

## Geschichte des Schiffes
Im April 1918 erhielt die Werft J. Samuel White in Cowes den Auftrag für den Bau der achten Worcester der Royal Navy als Zerstörer der verbesserten W-Klasse. Die Bauwerft hatte schon fünf Aufträge für Schiffe der vorangegangenen Versionen der V- und W-Klasse erhalten, die sie zwischen September 1917 und April 1918 ablieferte. Zwischenzeitlich hatte White auch noch Aufträge für fünf Zerstörer der kleineren S-Klasse erhalten, die zwischen Juli 1918 und Mai 1919 in den Dienst der Royal Navy kamen. Der neue Auftrag umfasste vier Schiffe, die als Witherington, Wivern, Wolverine und Worcester auch fertiggestellt wurden. Dazu kamen noch weitere vier Aufträge, die von anderen Werften an White übertragen wurden. Von ihnen wurden nur zwei begonnen, aber im September 1919 storniert, darunter die am 17. Juli 1919 vor der Worcester vom Stapel gelaufene Werewolf, die wieder abgebrochen wurde. Die beiden anderen Aufträge waren schon vor Kiellegung am 12. April 1919 storniert worden.
Die Worcester war das achte Schiff ihres Namens seit 1651, von denen die ersten vier zwischen 1652 und 1783 mit vierzehn Battle Honours ausgezeichnet worden waren. Der Stapellauf des Neubaus erfolgte am 24. Oktober 1919 und am 9. März 1918 wurde der Zerstörer abgeliefert. Das Schiff wurde zur endgültigen Fertigstellung an die nahegelegene Staatswerft in Portsmouth abgegeben. Für die auch bei anderen Neubauten durchgeführte Fertigstellung auf Staatswerften waren in der Nachkriegszeit Kosten- und Beschäftigungsgründe ursächlich; auch wurden schon gefertigte Teile und Ausrüstungen stornierter Schiffe teilweise verbaut.

### Erste Einsätze
Nach ihrer Fertigstellung wurde die Worcester der „4th Destroyer Flotilla“ bei der Atlantic Fleet zugeteilt. Zu Beginn der 1930er-Jahre war das Schiff der „1st Destroyer Flotilla“ bei der Mediterranean Fleet zugeteilt, bei der die alten Zerstörer der V- und W-Klasse ab 1932 durch Neubauten der D-Klasse abgelöst wurden. Die Worcester war im Herbst 1933 Reserveschiff in Malta. Das Schiff kam dann nach Portsmouth und wurde einer Grundüberholung unterzogen. 1937 wurde die Worcester in Portsmouth als Trainingsschiff genutzt und dann im März 1938 der „2nd Destroyer Flotilla“ als Ersatz für die im Mai 1937 vor Almería schwerbeschädigte Hunter zugeteilt. Die Flottille wurde seit dem Ausbruch des spanischen Bürgerkriegs an der spanischen Mittelmeerküste bei den sogenannten Neutralitätspatrouillen eingesetzte. In der zweiten Jahreshälfte kehrte der Zerstörer wieder nach Portsmouth zurück und verblieb dort bis zum Beginn des Zweiten Weltkriegs in der Reserve.

## Kriegseinsätze
Die im September 1939 wieder in Dienst genommene Worcester wurde der „16th Destroyer Flotilla“ in Portsmouth zugeteilt, die über den Flottillenführer Montrose und die Schwesterschiffe Venomous, Verity, Veteran, Whitshed, Wild Swan und Wivern der modifizierten W-Klasse verfügte. Die Flottille sollte Geleit- und Überwachungsdienste im Ärmelkanal und den südwestlichen Zufahrtswegen zu den britischen Inseln leisten. Als im Mai 1940 die deutsche Westoffensive mit den Überfällen auf Belgien und die Niederlande begann, wurde die Worcester dem „Dover Command“ zugeteilt, um bei der Evakuierung alliierten Personals vor dem Vormarsch der Deutschen zu helfen. So wurde sie bei der Überführung alliierter Truppen über Dünkirchen nach Großbritannien (Operation Dynamo) eingesetzt und konnte auf sechs Fahrten über 4300 Mann evakuieren. Ein Luftangriff am 30. Mai 1940 verursachte leichte Schäden am Schiff. Im Juni wurden die Schäden beseitigt und das Schiff erhielt die neue Kennung I96.
Im Juli 1940 nahm die Worcester ihren Dienst bei der nun in Harwich stationierten 16th Destroyer Flotilla wieder auf, wurde aber im August zum Western Approaches Command verlegt, wo sie bis zum Ende des Jahres verblieb. Im Januar 1941 kehrte das Schiff wieder zur „16th Destroyer Flotilla“ in Harwich zurück und wurde mit dem Flottillenführer Mackay und den Zerstörern Whitshed und Walpole an der britischen Ostküste zum Schutz des Küstenverkehrs eingesetzt.
Am 6. März 1941 wurden Worcester und Whitshed bei einem Geleit nach Süden aus der Luft angegriffen und ließen sich am folgenden Tag von angreifenden deutschen Schnellbooten von dem Geleit weglocken. Sie konnten zu den sich zurückziehenden deutschen Booten nicht aufschließen, während andere Schnellboote den schwach verteidigten Geleitzug angriffen und zwei Handelsschiffe versenkten. Am 12. März konnte die Worcester vor Southwold einige S-Boote vom Konvoi FS.37 abdrängen. Ähnliche Aufgaben folgten bis zum Jahresende.

### Der „Channel Dash“
Im Winter 1941/1942 erwarteten die Briten, dass die Deutschen ihre Schlachtschiffe Scharnhorst und Gneisenau sowie den Schweren Kreuzer Prinz Eugen aus dem französischen Brest wieder nach Deutschland zurückziehen würden. Sie rechneten durchaus mit dem Versuch eines Durchbruchs auf der kurzen Strecke durch den Ärmelkanal und wussten um die Bemühungen der Deutschen, alle drei schweren Schiffe einsatzbereit zu machen. Allerdings erwarteten sie den eigentlichen Kanaldurchbruch in einer Neumondnacht um den 15. Februar 1942. Als schwerste Einheiten der Royal Navy sollten Zerstörer einen Durchbruch verhindern. Hauptwaffe gegen einen Durchbruch sollten die Einheiten der Royal Air Force sein, die seit Anfang Februar die Aktivitäten des deutschen Schiffe dokumentierten und auch Angriffe auf die Schiffe flogen.
Dem Dover Command wurden von der „16th Destroyer Flotilla“ mit Worcester, Mackay, Walpole und Whitshed sowie von der „21st Destroyer Flotilla“ in Sheerness mit Campbell und Vivacious sechs Zerstörer zugeteilt, die in der Straße von Dover spätestens einen derartigen Versuch mit ihren Torpedos beendeten sollten. Nur die Flottillenführer Mackay und Campbell hatten noch zwei Torpedorohrsätze, die vier „normalen“ Zerstörer verfügten nur noch über einen Torpedorohr-Drillingssatz. Die sechs Schiffe übten am 12. Februar 1942 vor Harwich einen vielleicht notwendigen gemeinsamen Torpedoangriff, als sie den Befehl erhielten, den deutschen Verband auf Höhe der Scheldemündung anzugreifen.

Die deutschen Schiffe, die abweichend von der britischen Erwartung Dover gegen Mittag und nicht in der Nacht passieren wollten, waren unbemerkt aus Brest ausgelaufen und erst spät im Kanal entdeckt worden. Die Zerstörer mussten sofort mit hoher Fahrt durch ein minengefährdetes Gebiet laufen, um die deutschen Schiffe überhaupt noch zu erreichen. Fünf Zerstörer fanden schließlich den deutschen Verband um Gneisenau und Prinz Eugen am späten Nachmittag bei schlechter Sicht östlich der Schelde und fuhren einen erfolglosen Torpedoangriff auf die beiden deutschen Schiffe. Worcester lief als dritter Zerstörer hinter Vivacious und Campbell und versuchte möglichst noch näher an die deutschen Schiffe heranzukommen. Gneisenau und Prinz Eugen erzielten mit ihrer schweren Artillerie (28 cm bzw. 20,3 cm) etliche Treffer auf der Worcester, die in Brand geriet und liegen blieb. Da die Deutschen glaubten, das Schiff sinke, stellten sie nach den treffenden Salven eine weitere Beschießung der Worcester ein. Auch die Torpedos der beiden folgenden britischen Schiffe verfehlten ihre Ziele und der deutsche Verband lief den Zerstörern davon, die ihre Torpedos verschossen hatten.
Die brennende Worcester war schwer beschädigt, der vordere Kesselraum war geflutet und die Maschine ausgefallen. 26 Mann waren tot oder tödlich verwundet, weitere 45 Verwundete waren bedingt einsatzfähig. Der verbliebenen Besatzung gelang es, die Brände zu löschen und die Maschine wieder in Gang zu bringen. So konnte die Worcester doch mit eigener Kraft zur englischen Küste zurücklaufen. Die Instandsetzung des Zerstörers dauerte bis zum September 1942.

### Erneute Einsätze
Der wieder einsatzbereite Zerstörer wurde bei der Home Fleet in Scapa Flow eingefahren und nahm so schon im September an Einsätzen im Nordmeer teil. Mit anderen Zerstörer wurde die
Worcester in den Lowe Sound (heute Van Mijenfjord) von Spitzbergen entsandt, um dort eine Tankstation für die Sicherungsfahrzeuge der nächsten Nordmeergeleite einzurichten. Am 20. September 1942 verließ das Schiff mit den Zerstörern Fury und Impulsive sowie dem Marinetanker RFA Oligarch den neuen Stützpunkt, um sich dem nach Großbritannien laufenden Rückgeleit Geleitzug QP 14 anzuschließen, das erfolgreich von deutschen Unterseebooten angegriffen wurde (Verlust der Somali), und dessen Sicherung bis zum 26. September 1942 zu verstärken.

Die Worcester erhielt wie viele neu oder wieder in Dienst kommende Zerstörer der Royal Navy auch eine Einsatzzeit am Ärmelkanal und war zusammen mit den Zerstörern Whitshed und Vesper sowie den Geleitzerstörern Brocklesby, Albrighton und der norwegischen Eskdale der Hunt-Klasse am 12. Dezember den deutschen Schiffsverkehr angriff. Die Angreifer konnten die beiden deutschen Sperrbrecher 144 (ex Beijerland, 387 BRT) und Sperrbrecher 178 (ex Gauss, 1236 BRT) zwischen Dieppe und Le Tréport versenken.
Während der Einsatzzeit bei der Home Fleet war die Worcester noch an einem weiteren Großeinsatz beteiligt, als sie Ende Dezember 1942 zur Deckungsgruppe des ab dem 30. Dezember von Kola nach Großbritannien laufenden Rückgeleits RA 51 gehörte. Für diesen Einsatz waren die Schlachtschiffe King George V und Howe mit dem Kreuzer Bermuda sowie den Zerstörern Musketeer und Raider, der australischen Queenborough und der polnischen Piorun ins Nordmeer gelaufen, um im Fall des Auslaufens schwerer Einheiten der Kriegsmarine einzugreifen, wie es gerade mit dem Unternehmen Regenbogen gegen den Geleitzug JW-51 B geschehen war.
Im Januar 1943 wurde die Worcester wieder der „16th Destroyer Flotilla“ in Harwich zugeteilt und sie nahm im Februar 1943 ihre Aufgaben in der Nordsee auf. Sie sicherte Geleite an der britischen Ostküste und versuchte bei Vorstößen deutsche Schnellboote anzugreifen, bevor diese alliierte Geleitzüge angreifen konnte. Ob das Schiff dazu auf der A-Position an Stelle des 120-mm-Geschützes ein 57-mm-Zwillingsgeschütz der Bauart QF 6-pdr-10cwt-L/47-Mk.I, das besonders zur Bekämpfung von Schnellbooten geeignet war, erhielt, ist nach der Quellenlage unsicher. Am 24. Oktober 1943 führte sie vor Norfolk zusammen mit der Mackay und kleineren Booten der Coastal Forces ein Gefecht mit Schnellbooten, die sich zu einem Angriff auf den Geleitzug FN 1160 von Norden und das nach Norden gehende Geleit FS 1164 sammelten. Worcester, Mackay und den Booten der Coastal Forces gelang es die deutschen Schnellboots-Flottillen am 25. Oktober 1943 vor Cromer zu vertreiben und einen Angriff auf die Geleite zu verhindern. Die deutschen Schnellbooten kehrten zu ihrer Basis IJmuiden zurück.

### Das Ende derWorcester
Der Zerstörer blieb weiter im Einsatz in der Nordsee und überlief am 23. Dezember 1943 bei Smith’s Knoll eine Mine einer Minensperre, die deutsche Schnellboote im Vormonat gelegt hatten. Die Explosion der Mine zerstörte das Heck des Zerstörers, der dennoch schwer beschädigt nach Great Yarmouth eingebracht werden konnte. Erste Notreparaturen wurden begonnen, aber einer gründliche Untersuchung ergab, dass eine Reparatur des alten Schiffes nicht mehr sinnvoll war, so dass der Zerstörer, der bis dahin sechs weitere Battle Honours („Dunkirk 1940“, „Atlantic 1940“, „North Sea 1942–1943“, „Dover Straits 1942“, „English Channel 1942“ und „Arctic 1943“) erhalten hatte, im April 1944 als Totalschaden gestrichen wurde.
Im Mai 1944 wurde entschieden, die Worcester noch als Wohnschiff in London zu nutzen. Nach Reparaturen und Umbauten für diese Aufgabe, wurde sie im Januar 1945 nach London geschleppt und dort ab Juni 1945 als Wohnschiff unter dem neuen Namen HMS Yeoman genutzt. 1946 wurde das Schiff endgültig ausgesondert und am 17. September 1946 zu Abbruch verkauft. Im Februar 1947 wurde die ehemalige Worcester nach Grays in Essex geschleppt, wo dann die Verschrottung erfolgte.